# بلدة شبوا (مقاطعة شبوا)
شبوا، مقاطعة شبوا (بالإنجليزية: Chippewa Township, Chippewa County, Michigan)‏ هي بلدة تقع بولاية ميشيغان في الولايات المتحدة. تبلغ مساحتها 247.3 (كم²)، وترتفع عن سطح البحر 253 م، بلغ عدد سكانها 238 نسمة في عام تعداد الولايات المتحدة 2000 حسب إحصاء مكتب تعداد الولايات المتحدة وتصل الكثافة السكانية فيها 1 نسمة/كم2.

## وصلات خارجية
- The US50 - Cities and Towns in Michigan State
- Michigan Cities and Towns, Facts, Map, Flag, Colleges, Government, and More